# Yannick Tregaro
Yannick Tregaro, född 26 mars 1978 i Gunnareds församling i Göteborg, är en svensk friidrottstränare.

## Biografi
Tregaros far är fransman från Bretagne och hans mor är holländska.
Tregaro är uppvuxen i Rannebergen och Hammarkullen i Göteborgsförorten Angered. Han var som junior en lovande höjdhoppare och kom bland annat på 10:e plats på Junior-VM i Sydney. Som aktiv tränades han, tillsammans med den blivande trestegsstjärnan Christian Olsson, av tränaren Viljo Nousiainen som bland annat hjälpte höjdhopparen Patrik Sjöberg till stora framgångar. Efter att Sjöberg 2011 trätt fram och berättat att Nousiainen förgripit sig på honom sexuellt, berättade Yannick Tregaro att även han utsatts för sexuella övergrepp under flera års tid.
Efter Nousiainens plötsliga död 1999 iklädde sig den då 21-årige Tregaro rollen som tränare. Han har tränat flera framgångsrika svenska friidrottare, bland andra Emma Green, som han var gift med 2011–2014. För närvarande är Tregaro anställd som tränare av Göteborgsklubben Örgryte IS. Han har även avtal med Svenska Friidrottsförbundet och Sveriges Olympiska Kommitté.
Tregaro har skrivit om sina träningsidéer i boken Hopp och kärlek. Han är även en duktig löpare som sprang Göteborgsvarvet 2010 på 1:22.19 och därmed hamnade på 146:e plats.